# ФК Ботафого
Фудбалски клуб Ботафого (порт. Botafogo de Futebol e Regatas) је бразилска спортска асоцијација из четврти Ботафого у Рио де Жанеиру. Спортска асоцијација има клубове у неколико различитих спортова, али Ботафого је најпознатији по свом фудбалском клубу. Клуб се тренутно такмичи у Серији А Бразила, највишем рангу бразилског лигашког система, као и у првенству Рио де Жанеира, највишем рангу те савезне државе.
Ботафого је 2000. био рангиран као дванаести у листи ФИФА најбољих клубова 20. века од стране ФИФА магазина. Освојио је бразилску Серију А 3 пута, 1968, 1995. и 2024. Ботафого jе 2024. по први пут освојио трофеј Копа либертадореса, главног континенталног клупског такмичења.

## Трофеји
| Континентални                      | Континентални | Континентални |
| Такмичење                          | Трофеји       | Сезоне |
| ---------------------------------- | ------------- | --- |
| Копа либертадорес                  | 1             | 2024. |
| Конмеболов куп                     | 1             | 1993. |
| Национални                         |               | |
| Такмичење                          | Трофеји       | Сезоне |
| Серија А Бразила                   | 3             | 1968, 1995, 2024. |
| Серија Б Бразила                   | 2             | 2015, 2021. |
| Међудржавни                        |               | |
| Такмичење                          | Трофеји       | Сезоне |
| Турнир Рио–Сао Пауло               | 4             | 1962, 1964, 1966, 1998. |
| Државни                            |               | |
| Такмичење                          | Трофеји       | Сезоне |
| Првенство Рио де Жанеира (Кариока) | 21            | 1907, 1910, 1912, 1930, 1932, 1933, 1934, 1935, 1948, 1957, 1961, 1962, 1967, 1968, 1989, 1990, 1997, 2006, 2010, 2013, 2018. |